# Каповилла, Лорис Франческо
Лорис Франческо Каповилла (итал. Loris Francesco Capovilla; 14 октября 1915, Понтелонго, королевство Италия — 26 мая 2016, Бергамо) — итальянский кардинал. Архиепископ Кьети с 25 июня 1967 по 25 сентября 1971. Титулярный архиепископ Месемврии с 25 сентября 1971 по 22 февраля 2014. Прелат Лорето и папский делегат к Лоретанскому святилищу с 25 сентября 1971 по 10 декабря 1988. Кардинал-священник с титулом церкви Санта-Мария-ин-Трастевере с 22 февраля 2014.

## Биография
Стал священником в архидиоцезе Венеции в 1940 году. Затем служил личным секретарем кардинала Анджело Джузеппе Ронкалли, позже ставшего Папой Римским под именем Иоанна XXIII, — с 1953 года и до смерти папы в 1963 году. Являлся экспертом на Втором Ватиканском соборе, а в 1967 году стал архиепископом Кьети-Васто. Позднее, в 1971 году, был папским делегатом Лорето. Ушел на покой в 1988 году в возрасте 73 лет.
Ввиду преклонного возраста получил разрешение не посещать консисторию в Ватикане в феврале 2014 года. Он получил свою красную кардинальскую шляпу во время посещения кардинала Анджело Содано, декана Коллегии кардиналов.